# MasterChef (programa de televisión dominicano)
MasterChef República Dominicana, es un programa de telerrealidad dominicano.
El primer capítulo de la primera temporada fue emitido el 5 de agosto de 2018 en Telesistema. La segunda temporada, fue estrenada el 7 de abril de 2019.
La anfitriona del programa (2018-2019) Mildred Quiroz, Hony Estrella (2020-) y los jueces son Saverio Stassi, Inés Páez (Tita) y Leandro Díaz.

## Formato
En la primera temporada, una centena de participantes dan a probar sus platos a los jueces. Los 50 mejores reciben una cuchara de madera y pasan a la eliminatoria. Los participantes tienen 55 minutos para preparar un plato y 5 minutos para emplatarlo en frente de los jueces. Los jueces pueden aprobarlo diciendo "sí" o rechazarlo diciendo "no". Si al menos dos jueces aprueban su plato, ganan un mandil y pasan a la última prueba. En la segunda temporada, la primera etapa es diferente: los 60 que obtienen una cuchara deben cocinar un plato en las cocinas, en tandas de diez, y los jueces deciden si pasan a la última prueba. En la última prueba, deben cortar cebollas y cocinar un plato. A los peores les quitan el mandil y los 18 mejores pasan a la competencia.
Hay dos tipos de retos:
- La caja misteriosa, donde los aspirantes deberán crear un plato siguiendo una consigna / con un(os) ingrediente(s) específicos.
- Las pruebas de equipo, donde los participantes son separados en dos equipos, azul y rojo, y deben cocinar para invitados especiales o una multitud. Generalmente toman parte fuera de las cocinas.

Los que no logran la prueba o los miembros del equipo perdedor deben cocinar en la prueba de eliminación, donde o les dan una consigna, o deben recrear el plato de un chef invitado, luego de ser probado. El peor plato en cada prueba de eliminación es eliminado, pero a veces se da que dos aspirantes sean eliminados a la vez.
Cada temporada, toma parte una repesca, donde los aspirantes ya eliminados deben volver a cocinar, y el(los) ganador(es) tienen una segunda oportunidad en las cocinas.
Existen variaciones del programa, en donde los concursantes son niños de 8 a 13 años, o celebridades del país quienes ayudan a ONGs por cada reto que ganen.

## Primera Temporada MasterChef República Dominicana (2018)
El primer episodio fue emitido el 5 de agosto de 2018 a las 8:00PM(UTC-4) en Telesistema.
La ganadora de la primera temporada fue Nikol Morillo, de 22 años, seguida de Keily Busby, 28 y Gina, 41. Ganó varios premios, incluido el trofeo MasterChef, 50 mil $DOP, y un auto, entre otros.

### Aspirantes
| Posición  | Aspirante                               | Edad | Residencia    | Resultado final    | Resultado anterior |
| --------- | --------------------------------------- | ---- | ------------- | ------------------ | ------------------ |
| 1.ª       | Nikol Morillo Estudiante                | 22   | Constanza     | Ganadora           |                    |
| 2.º       | Keily Busby Servicio al cliente         | 28   | Santo Domingo | Segundo Lugar      |                    |
| 3.ª       | Gina Vicini Abogada                     | 41   | Santo Domingo | Tercer Lugar       |                    |
| 4.ª       | Margaret Peña Arquitecta                | 35   | Santo Domingo | 18.ª Eliminada     |                    |
| 5.ª       | Cristina Báez Publicista                | 31   | Santo Domingo | 17.ª Eliminada     |                    |
| 6.º       | Anthony Conde Arquitecto                | 31   | Santo Domingo | 16.º Eliminado     | 7.º Eliminado      |
| 7.º       | Neoly Domínguez Ayudante de cocina      | 26   | Santo Domingo | 15.º Eliminado     |                    |
| 8.º       | Franci Pichardo Chófer                  | 43   | Santo Domingo | 14.º Eliminado     |                    |
| 9.ª       | Eliana Mateo Agente de bienes raíces    | 28   | Punta Cana    | 13.ª Eliminada     | 4.ª Eliminada      |
| 10.ª      | Dulce Ceballos Diseñadora gráfica       | 31   | Santo Domingo | 12.ª Eliminada     |                    |
| 11.ª      | Jenny Guerrero Niñera                   | 33   | Higüey        | 11.ª Eliminada     |                    |
| 12.ª      | Joanna Peñalver Ama de casa             | 29   | Punta Cana    | 10.ª Eliminada     |                    |
| 13.ª/14.º | Inés Quiñonez Ama de casa               | 54   | Nagua         | 8.ª/9.º Eliminados | 5.ª Eliminada      |
| 13.ª/14.º | José Manuel Lombardero Estudiante       | 20   | Santo Domingo | 8.ª/9.º Eliminados |                    |
| 15.º      | Sergio Mercuri Productor de comerciales | 51   | Santo Domingo | 6.º Eliminado      |                    |
| 16.º      | Luis Midence Profesor universitario     | 52   | Santiago      | 3.º Eliminado      |                    |
| 17.ª      | Odile Horjus Agente de bienes raíces    | 51   | Puerto Plata  | 2.ª Eliminada      |                    |
| 18.º      | José Isaías Cid Abogado                 | 39   | Santo Domingo | 1.º Eliminado      |                    |

### Tabla de eliminación
| Lugar     | Aspirante   | Episodio | Episodio  | Episodio  | Episodio  | Episodio  | Episodio  | Episodio  | Episodio  | Episodio  | Episodio  | Episodio  | Episodio  | Episodio  | Episodio  | Episodio  | Episodio  | Episodio  | Episodio  | Episodio  | Episodio |
| Lugar     | Aspirante   | 1 / 2    | 3         | 4         | 5         | 6         | 7         | 8         | 9         | 10        | 10        | 11        | 12        | 13        | 14        | 15        | 16        | 17        | 18        | 19        | 20       |
| --------- | ----------- | -------- | --------- | --------- | --------- | --------- | --------- | --------- | --------- | --------- | --------- | --------- | --------- | --------- | --------- | --------- | --------- | --------- | --------- | --------- | -------- |
| 1.ª       | Nikol       | Entra    | Favorita  | Gana RE   | Salvada   | Inmune    | Salvada   | GanaREº   | RE        | RE        | RE        | Salvada   | Salvada   | RE        | Salvada   | Gana RE   | Favorita  | RE        | Riesgo    | Riesgo    | Ganadora |
| 2.º       | Keily       | Entra    | Eximido^  | Inmune    | Salvado   | Inmune    | Riesgo    | Salvado   | Salvado   | Favorito  | Favorito  | RE        | Salvado   | RE        | Favorito  | Inmune    | Gana RE   | RE        | Salvado   | Gana RE   | Segundo  |
| 3.ª       | Gina        | Entra    | Salvada   | Inmune    | Salvada   | Inmune    | Favorita  | Salvada   | Favorita  | Gana RE   | Gana RE   | RE        | RE        | Salvada   | Gana RE   | Riesgo    | Gana RE   | Salvada   | Favorita  | Favorita  | Tercera  |
| 4.ª       | Margaret    | Entra    | Salvada   | RE        | RE        | RE        | Salvada   | Salvada   | Salvada   | RE        | RE        | Favorita  | RE        | Salvada   | Salvada   | Inmune    | RE        | Gana RE   | Gana RE   | Eliminada |          |
| 5.ª       | Cristina    | Entra    | GanaRE*   | Inmune    | Gana RE   | RE        | Salvada   | RE        | RE        | Salvada   | Salvada   | RE        | RE        | RE        | Salvada   | RE        | Riesgo    | RE        | Eliminada |           |          |
| 6.º       | Anthony     | Entra    | RE        | Immune    | Riesgo    | Inmune    | Favorito  | Favorito  | Eliminado | Rep.      | Salvado   | Salvado   | Salvado   | Salvado   | Gana RE   | Inmune    | RE        | Eliminado |           |           |          |
| 7.º       | Neoly       | Entra    | RE        | RE        | Salvado   | RE        | RE        | RE        | Salvado   | RE        | RE        | RE        | Riesgo    | Favorito  | Riesgo    | Inmune    | Eliminado |           |           |           |          |
| 8.º       | Franci      | Entra    | Salvado   | RE        | RE*       | RE        | Gana RE   | Riesgo    | Gana RE   | RE        | RE        | RE        | RE        | Riesgo    | RE        | Eliminado |           |           |           |           |          |
| 9.ª       | Eliana      | Entra    | Salvada   | RE        | Salvada   | Eliminada |           |           |           | Rep.      | RE        | RE        | Gana RE   | Salvada   | Eliminada |           |           |           |           |           |          |
| 10.ª      | Dulce       | Entra    | Salvada   | Inmune    | Salvada   | Inmune    | Salvada   | Salvada   | RE        | Salvada   | Salvada   | Gana RE   | RE        | Eliminada |           |           |           |           |           |           |          |
| 11.ª      | Jenny       | Entra    | Salvada   | Immune    | RE        | Gana RE   | RE        | Salvada   | Riesgo    | RE        | RE        | Riesgo    | Eliminada |           |           |           |           |           |           |           |          |
| 12.ª      | Joanna      | Entra    | Salvada   | RE        | RE        | RE        | RE        | RE        | Salvada   | RE        | RE        | Eliminada |           |           |           |           |           |           |           |           |          |
| 13.ª/14.º | Inés        | Entra    | Riesgo    | Riesgo    | RE*       | RE        | Eliminada |           |           | Rep.      | Eliminada |           |           |           |           |           |           |           |           |           |          |
| 13.ª/14.º | José Manuel | Entra    | Salvado   | Inmune    | Salvado   | Inmune    | Salvado   | RE        | RE        | Eliminado | Eliminado |           |           |           |           |           |           |           |           |           |          |
| 15.º      | Sergio      | Entra    | Eximido^  | RE        | Salvado   | Riesgo*   | RE        | Eliminado |           |           |           |           |           |           |           |           |           |           |           |           |          |
| 16.º      | Luis        | Entra    | RE"       | Inmune    | Eliminado |           |           |           |           |           |           |           |           |           |           |           |           |           |           |           |          |
| 17.ª      | Odile       | Entra    | RE"       | Eliminada |           |           |           |           |           |           |           |           |           |           |           |           |           |           |           |           |          |
| 18.º      | José Isaías | Entra    | Eliminado |           |           |           |           |           |           |           |           |           |           |           |           |           |           |           |           |           |          |

(^) Estos aspirantes fueron directamente al balcón por haber tenido los dos mejores platos en las preliminares.
(") Estos aspirantes fueron directamente a la prueba de eliminación por haber tenido los dos peores platos en las preliminares.
(*) Este aspirante originalmente sería salvado pero fue a la prueba de eliminación por hacer trampa.
(º) Este aspirante originalmente sería salvado pero fue a la prueba de eliminación por decisión de uno de sus compañeros.
     Aspirante cuyo plato fue considerado el mejor del reto inicial (Caja Misteriosa) y gana inmunidad.
     Aspirante cuyo plato en el reto inicial fue suficientemente bueno para pasar al balcón.
     Aspirante que no cocinó en el episodio.
     Aspirante que fue al reto de eliminación y fue salvado.
     Aspirante que fue parte del equipo que ganó el reto y pasa directamente al siguiente programa.
     Aspirante que debía ir al reto de eliminación pero fue salvado por decisión propia o de uno de sus compañeros.
     Aspirante que subió al balcón al ganar la mini-prueba antes del reto de eliminación.
     Aspirante que estuvo a punto de ser expulsado, pero fue "salvado" por el jurado en el "último momento".
     Aspirante que fue eliminado en la prueba de eliminación.
     Aspirante que reingresó al programa luego de ganar la repesca.
     Este aspirante quedó tercero.
     Este aspirante quedó segundo.
     Este aspirante fue el ganador.

## Segunda Temporada MasterChef República Dominicana (2019)[2]
El primer episodio fue estrenado el 7 de abril de 2019, a las 7:00PM(UTC-4), en Telesistema.
La ganadora de la segunda temporada fue Nathaly Ramírez, una servidora pública de 30 años, y el segundo lugar fue ocupado por Elisa Miguel, una mercadóloga de 27 años. Ganó el trofeo de MasterChef, un auto 0 kilómetros y más premios.

### Aspirantes
| Posición | Aspirante                                         | Edad | Residencia    | Resultado final | Resultado anterior |
| -------- | ------------------------------------------------- | ---- | ------------- | --------------- | ------------------ |
| 1.ª      | Nathaly Ramírez Servidora pública                 | 30   | Santo Domingo | Ganadora        |                    |
| 2.ª      | Elisa Miguel Mercadóloga                          | 27   | Santo Domingo | Segundo Lugar   |                    |
| 3.ª      | Luisana Mateo Desempleada                         | 37   | Santo Domingo | Tercer Lugar    |                    |
| 4.º      | Luis Zouain Odontólogo                            | 28   | Santiago      | 17.º Eliminado  |                    |
| 5.ª      | Eliana Morel Vendedora ambulante                  | 32   | Moca          | 16.ª Eliminada  | 4.ª Eliminada      |
| 6.º      | Gabriel Ocanto Coordinador de servicios generales | 33   | Santo Domingo | 15.º Eliminado  |                    |
| 7.º      | Miguel Pichardo Ingeniero                         | 40   | Santo Domingo | 14.º Eliminado  |                    |
| 8.º      | Antony Peña Ayudante de cocina                    | 34   | Santo Domingo | 13.º Eliminado  |                    |
| 9.º      | Irving Pérez Médico                               | 28   | Santo Domingo | 12.º Eliminado  | 6.º Eliminado      |
| 10.ª     | Ada Luisa Valdéz Docente ayudante                 | 28   | San Cristóbal | 11.ª Eliminada  |                    |
| 11.ª     | María José Reynoso Agente de viajes               | 23   | Santo Domingo | 10.ª Eliminada  |                    |
| 12.º     | Rafael Betances Vendedor de emparedados           | 31   | Santo Domingo | 9.º Eliminado   |                    |
| 13.ª     | Janet Zapete Abogada y mecánica                   | 27   | Santo Domingo | 8.ª Eliminada   |                    |
| 14.º     | Alejandro Aponte Estudiante de ingeniería         | 19   | Santo Domingo | 7.º Eliminado   |                    |
| 15.ª     | Glenmy Ventura Supervisora de la policía          | 46   | Santo Domingo | 5.ª Eliminada   |                    |
| 16.º     | Samuel Tappino Estudiante de mercadología         | 27   | Boca Chica    | 3.º Eliminado   |                    |
| 17.º     | Moisés Peña Abogado                               | 55   | Santo Domingo | 2.º Eliminado   |                    |
| 18.º     | Rosanyer Acosta Soporte técnico                   | 37   | Santo Domingo | 1.º Eliminado   |                    |

### Tabla de eliminación
| Lugar | Aspirante  | Episodio | Episodio  | Episodio  | Episodio  | Episodio  | Episodio  | Episodio  | Episodio  | Episodio  | Episodio  | Episodio  | Episodio  | Episodio  | Episodio  | Episodio  | Episodio  | Episodio  | Episodio  | Episodio  | Episodio |
| Lugar | Aspirante  | 1 / 2    | 3         | 4         | 5         | 6         | 7         | 8         | 9         | 10        | 11        | 11        | 12        | 13        | 14        | 15        | 16        | 17        | 18        | 19        | 20       |
| ----- | ---------- | -------- | --------- | --------- | --------- | --------- | --------- | --------- | --------- | --------- | --------- | --------- | --------- | --------- | --------- | --------- | --------- | --------- | --------- | --------- | -------- |
| 1.ª   | Nathaly    | Entra    | Salvada^  | Inmune    | Salvada   | RE        | RE        | Salvada   | Salvada   | Inmune    | Favorita  | Favorita  | Inmune    | RE        | RE        | RE        | Gana RE   | Favorita  | Favorita  | Favorita  | Ganadora |
| 2.ª   | Elisa      | Entra    | Salvada   | Inmune    | Salvada   | Inmune    | Gana RE   | Salvada   | Gana RE   | Inmune    | Salvada   | Salvada   | Inmune    | Salvada   | Salvada   | Favorita  | Salvada   | Riesgo    | Salvada   | Riesgo    | Segunda  |
| 3.ª   | Luisana    | Entra    | Gana RE   | Inmune    | Gana RE   | Inmune    | Inmune    | RE        | Favorita  | Inmune    | RE        | RE        | Riesgo    | Gana RE   | Salvada   | RE        | Salvada   | Salvada   | Riesgo    | Gana RE   | Tercera  |
| 4.º   | Luis       | Entra    | Salvado   | Salvado   | RE        | RE        | Inmune    | Gana RE   | RE        | Gana RE   | Salvado   | Salvado   | Inmune    | Favorito  | Salvado   | Salvado   | Salvado   | Favorito  | Gana RE   | Eliminado |          |
| 5.ª   | Eliana     | Entra    | RE"       | Inmune    | Salvada   | Eliminada |           |           |           |           | Rep.      | Salvada   | Inmune    | RE        | Salvada   | Salvada   | Salvada   | Salvada   | Eliminada |           |          |
| 6.º   | Gabriel    | Entra    | RE        | Gana RE   | Salvado   | Inmune    | RE        | RE        | Salvado   | Riesgo    | Salvado   | Salvado   | RE        | RE        | Favorito  | RE        | Riesgo    | Eliminado |           |           |          |
| 7.º   | Miguel     | Entra    | Favorito  | Riesgo    | RE        | Inmune    | RE        | Salvado   | Riesgo    | RE        | RE        | RE        | RE        | RE        | Gana RE   | Riesgo    | Eliminado |           |           |           |          |
| 8.º   | Antony     | Entra    | RE        | RE        | Salvado   | Inmune    | Inmune    | RE        | Salvado   | Inmune    | Salvado   | Salvado   | Inmune    | RE        | Riesgo    | Eliminado |           |           |           |           |          |
| 9.º   | Irving     | Entra    | Riesgo"   | RE        | RE        | Inmune    | RE        | Eliminado |           |           | Rep.      | Riesgo    | Inmune    | Riesgo    | Eliminado |           |           |           |           |           |          |
| 10.ª  | Ada Luisa  | Entra    | Salvada   | Inmune    | Salvada   | Gana RE   | Inmune    | Salvada   | Salvada   | Inmune    | Salvada   | Salvada   | RE        | Eliminada |           |           |           |           |           |           |          |
| 11.ª  | María José | Entra    | RE        | Inmune    | Favorita  | Inmune    | Inmune    | Favorita  | RE        | Inmune    | Gana RE   | Gana RE   | Eliminada |           |           |           |           |           |           |           |          |
| 12.º  | Rafael     | Entra    | Eximido   | RE        | Riesgo    | Riesgo    | Inmune    | Salvado   | Salvado   | RE        | Eliminado | Eliminado |           |           |           |           |           |           |           |           |          |
| 13.ª  | Janet      | Entra    | RE        | Inmune    | Favorita  | RE        | Inmune    | Salvada   | Salvada   | Eliminada |           |           |           |           |           |           |           |           |           |           |          |
| 14.º  | Alejandro  | Entra    | RE        | RE        | RE        | Inmune    | Riesgo    | Riesgo    | Eliminado |           |           |           |           |           |           |           |           |           |           |           |          |
| 15.ª  | Glenmy     | Entra    | Gana RE   | REº       | RE        | RE        | Eliminada |           |           |           |           |           |           |           |           |           |           |           |           |           |          |
| 16.º  | Samuel     | Elim.    | REª"      | RE        | Eliminado |           |           |           |           |           |           |           |           |           |           |           |           |           |           |           |          |
| 17.º  | Moisés     | Entra    | Eximido^  | Eliminado |           |           |           |           |           |           |           |           |           |           |           |           |           |           |           |           |          |
| 18.º  | Rosanyer   | Entra    | Eliminado |           |           |           |           |           |           |           |           |           |           |           |           |           |           |           |           |           |          |

(^) Estos aspirantes fueron directamente al balcón por haber tenido los dos mejores platos en las preliminares. (Nathaly dio su lugar a Rafael)
(") Estos aspirantes fueron directamente a la prueba de eliminación por haber tenido los tres peores platos en las preliminares.
(*) Este aspirante originalmente sería salvado pero fue a la prueba de eliminación por hacer trampa.
(º) Este aspirante originalmente sería salvado pero fue a la prueba de eliminación por decisión de uno de sus compañeros.
(ª) Annya tuvo que abandonar la competencia por problemas de salud y Samuel, el mejor aspirante eliminado en las preliminares, tomó su lugar.
     Aspirante cuyo plato fue considerado el mejor del reto inicial (Caja Misteriosa) y gana inmunidad.
     Aspirante cuyo plato en el reto inicial fue suficientemente bueno para pasar al balcón.
     Aspirante que no cocinó en el episodio.
     Aspirante que fue al reto de eliminación y fue salvado.
     Aspirante que fue parte del equipo que ganó el reto y pasa directamente al siguiente programa.
     Aspirante que debía ir al reto de eliminación pero fue salvado por decisión propia o de uno de sus compañeros.
     Aspirante que subió al balcón al ganar la mini-prueba antes del reto de eliminación.
     Aspirante que estuvo a punto de ser expulsado, pero fue "salvado" por el jurado en el "último momento".
     Aspirante que fue eliminado en la prueba de eliminación.
     Aspirante que reingresó al programa luego de ganar la repesca.
     Este aspirante quedó tercero.
     Este aspirante quedó segundo.
     Este aspirante fue el ganador.

## Primera Temporada MasterChef Junior República Dominicana (2019-2020)
El 30 de junio de 2019 fue anunciado a través de las redes sociales la apertura de las inscripciones para niños de 8 a 13 años de edad para MasterChef Junior República Dominicana las cuales serán realizadas a través del portal www.MasterChefRD.com. Esta edicion conto con 15 participantes

### Aspirantes
| Posición | Aspirante          | Edad | Residencia                 | Resultado final | Resultado anterior |
| -------- | ------------------ | ---- | -------------------------- | --------------- | ------------------ |
| 1.º      | Radhamés Flores    | 13   | La Romana                  | Ganador         |                    |
| 2.ª      | Pamela Rodríguez   | 9    | Santiago de los Caballeros | Segundo Lugar   |                    |
| 3.º      | Carlos Carrasco    | 13   | Santiago de los Caballeros | Tercer Lugar    |                    |
| 4.º      | Ashton Willmore    | 12   | Santo Domingo              | 12.º Eliminado  |                    |
| 5.ª      | Sofía Vargas       | 8    | Punta Cana                 | 11.ª Eliminada  |                    |
| 6.º      | Fernando Santos    | 12   | Santo Domingo              | 10.º Eliminado  |                    |
| 7.ª      | Sofia “Sofí” Massó | 11   | Punta Cana                 | 9.ª Eliminada   |                    |
| 8.º      | Ángel Peguero      | 9    | Santo Domingo              | 8.º Eliminado   |                    |
| 9.º      | Roimel Báez        | 9    | Santo Domingo              | 7.º Eliminado   |                    |
| 10.ª     | Nathaly Pereira    | 12   | Puerto Plata               | 6.ª Eliminada   |                    |
| 11.ª     | Jana Payero        | 12   | Santo Domingo              | 5.ª Eliminada   |                    |
| 12.ª     | Alessandra Valoy   | 11   | Santo Domingo              | 4.ª Eliminada   |                    |
| 13.ª     | Miranda Llibre     | 11   | Santo Domingo              | 3.ª Eliminada   |                    |
| 14.ª     | Hilcia Montilla    | 13   | La Romana                  | 2.ª Eliminada   |                    |
| 15.º     | Sebastián Mota     | 11   | Santo Domingo              | 1.º Eliminado   |                    |

## Citas
1. ↑  «MasterChef República Dominicana». masterchefrd.com. Consultado el 24 de noviembre de 2018.
2. ↑  «Anuncian fecha de segunda temporada de MasterChef República Dominicana». p. www.conectate.com.do. Consultado el 24 de noviembre de 2018.

- Datos: Q60968811